# Nu Pictoris
Nu Pictoris (ν Pic, ν Pictoris) é uma estrela na constelação de Pictor. Com uma magnitude aparente visual de 5,61, é visível a olho nu locais com pouca poluição luminosa. Sua paralaxe de 20,72 milissegundos de arco indica que está a uma distância de aproximadamente 157 anos-luz (48 parsecs) da Terra.
Nu Pictoris é uma estrela Am, o que significa que é uma estrela de classe A cujo espectro apresenta linhas de absorção intensas de alguns metais. Tem uma temperatura efetiva de 7 537 K e raio de 1,94 raios solares. Dados obtidos na missão Hipparcos indicam que Nu Pictoris é uma binária astrométrica, com período orbital de cerca de 440 dias e semieixo maior de 10 milissegundos de arco. A estrela secundária tem cerca de um quarto da massa da primária. O sistema é uma fonte de raios X com luminosidade de 4,29×1021 W. A maior parte das estrelas de classe A fontes de raios X e estrelas Am formam parte de um sistema binário.